# Småblommig brunfelsia
Småblommig brunfelsia  (Brunfelsia australis) är en art i familjen potatisväxter från Brasilien, Paraguay och Argentina. Arten odlas ibland som krukväxt i Sverige och är vanlig som prydnadsväxt i varma länder.

## Odling
Se släktet

### Webbkällor
- GRIN Taxonomy for Plants